# Radlje ob Dravi
Radlje ob Dravi este o localitate din comuna Radlje ob Dravi, Slovenia, cu o populație de 4,462 locuitori.